# Улица Вељка Петровића (Сомбор)
| Улица Вељка Петровића                            | Улица Вељка Петровића                                           |
| ------------------------------------------------ | --------------------------------------------------------------- |
|                                                  |                                                                 |
| Почетак                                          | Улица Краља Петра I                                             |
| Крај                                             | Венац војводе Живојина Мишића                                   |
| Дужина                                           | 320 m                                                           |
| Ширина                                           | 5 до 5,5 m                                                      |
| Створена                                         |                                                                 |
| Названа                                          |                                                                 |
| Стари називи                                     | Великоцрквена улица, Патријархова улица, Улица браће Михајловић |
|                                                  |                                                                 |
|                                                  |                                                                 |
| Поглед на улицу са Венца војводе Живојина Мишића |                                                                 |

Улица Вељка Петровића једна је од старијих градских улица Сомбору. Протеже се правцем који повезује Улицу Краља Петра I и Венац Живојина Мишића.

## Име улице
Улица је више пута мењала име; у  прошлости названа је Великоцрквена улица по Великој православној цркви; пре Првог светског рата бележена је и као Патријархова улица; између два светска рата носила је име Браће Михајловић, по Ники и Ђоки Михајловићу, сомборским добротворима, чија се кућа налазила на самом почетку улице.
Данас улица носи име Вељка Петровића (1884 - 1967) српског песника, књижевника, ликовног и књижевног критичара и теоретичара рођеног у Сомбору. Град Сомбор у  његовој прози добија име Раванград. Сем књижевног рада бавио се и уређивањем књижевних часописа и листова. Право је студирао у Будимпешти. Године 1911. одселио се у Београд. Учествовао је у балканским ратовима као ратни дописник. У Првом светском рату повлачио се са српском војском и рат провео у Женеви. 
Између два рата интензивно се бавио поезијом и прозом те је за свој књижевни рад изабран за члана Српске академије наука. После Другог светског рата био је директор Народног музеја у Београду. Умро је у Београду 1967. године  и сахрањен уз велике почасти у Алеји великана.

## О улици
У улици Вељка Петровића налази се неколико објеката у којима су смештене продавнице, а већи део чине стамбене куће.
Улица је асфалтирана 1964. године. Није озелењена због уског простора. Отворена је за саобраћај до скретања у улицу Николе Вукићевића.

## Суседне улице
- Улица Краља Петра I
- Улица Николе Вукићевића
- Венац војводе Живојина Мишића

## Улицом Вељка Петровића

### Црква Светог Ђорђа и "Норма"
На почетку улице са њене леве стране налази се Црква Светог Ђорђа са портом која је већим својим делом у Улици Краља Петра I.
Црква Светог Ђорђа је подигнута на месту старе и мале православне цркве подигнуте у време Турака. Градња цркве је започета 4. јуна 1759, а завршена 4. децембра 1761. године.
У време изградње цркве у порти је подигнуто приземно здање српске основне школе у којој се налазила "Норма" Аврама Мразовића.
Данас је то здање Православне црквене општине.
У порти су и два мермерна крста: велики из 1795, који се до краја Другог рата налазио на тргу, где је данас његова реплика, а потом унет у порту, као и мањи из 1856, који се налазио пред Кронић-палатом.
Поводом 250 година од подизања храма, на Ђурђевдан 6. маја 2011. освећена је Спомен чесма од белог мермера подигнута у порти цркве, према пројекту архитекте Симе Јанчића. Објекат је до данас сачувао оригинални изглед.

### Основна школа "Никола Вукићевић"
Са десне стране улице, на броју 4 налази се Основна школа "Никола Вукићевић".
Школа је наменски саграђена. Два богата а хумана Сомборца: Никола и Ђока Михајловић су завештала своју имовину за подизање школе за српску децу. Након смрти браће кренуло се у реализацију тестамената.
Настава у новој школској згради заживела је 1903. године. Те године, 6. септембра, извршено је свечано посвећење зграде и она је примила своју прву генерацију ученика. Први директор школе био је Никола Вукићевић, истакнути педагошки радник. По њему је школа и добила име, 6. септембра 1953. године.
Од свог настанка школа је мењала своје име; у  самом почетку Школа носи име Средишња школска зграда, Централна школска зграда и Централна православна вероисповедна основна школа. Године 1922. школа се звала Женска централна основна школа. 
Најстарији пронађени документ у којем се Школа назива по својим добротворима потиче из 1931. године: Државна основна школа "Браћа Михајловић". То име је носила и кратко време после Другог светског рата. Носила је називе и "Вежбаоница" и Основна школа "Вежбаоница" јер су у том периоду обављали праксу ученици Учитељске школе.
Јесен 1946. године "донела" је одлуку о брисању имена свим основним школама у Југославији и о њиховом нумерисању, нпр. Оновна школа број 1, па Основна школа број 2 и тако редом, у зависности од тога колико има школа у граду. Тако је ова школа названа Основна школа број 1, Вежбаоница, а од 1950. године Осмољетка број 1 јер је основна школа од тада трајала осам година.
Данашње име Школа добија 6. септембра 1953. године.
Ову школу завршили су реномирани научници, уметници и спортисти. Између осталих Радивоје Кораћ, истакнути кошаркаш по чијем имену Кораћев куп носи име; Богдан Маглић, професор физике, члан САНУ; Стеван Коички, професор хемије и физике, потпредседник САНУ-а; Милан Коњовић, сликар; Вељко Петровић, књижевник, и многи други.

### Родна кућа Вељка Петровића
У овој улици рођен је књижевник Вељко Петровић где се налазила и његова кућа.
Кућа у којој је рођен је била мања приземна кућа подигнута половином XIX века. Грађена је од набоја и ћерпића (непечене опеке). Била је потпуно руинирана, није одржавана, тако да је постојала опасност од урушења. Како град није имао пара за куповину или темељну обнову, приватни власник је уз сагласност Општине Сомбор, 2008. године кућу порушио и саградио нову. Садашња кућа није у потпуности реплика старе. На фасади куће налази се спомен плоча са натписом: "У овој кући 5. фебруара 1884. године рођен је књижевник и академик Вељко Петровић."

### Познати сомборци који су рођени и живели у улици
- У овој улици рођен је и познати сомборски сликар Милан Коњовић (1898-1993), ту је Родна кућа Милана Коњовића.
- На углу Улице Вељка Петровића и Венца Живојина Мишића налазила се кућа у којој је деценијама живео др Радивој Симоновић (1858-1950), познати сомборски лекар и здравствени просветитељ.
- У кући Нике и Ђоке Михајловића, која се налазила на самом почетку улице на месту данашње основне школе "Никола Вукићевић", одседао је кад год би долазио у Сомбор, пре женидбе са Јулијаном Паланачки песник Лаза Костић.[1][2]

## Галерија
- Поглед на улицу са Венца војводе Живојина Мишића
- Табла са натписом на кући где је живео др Радивој Симоновић
- Основна школа "Никола Вукићевић"